# Педдер
Пе́ддер (англ. Lake Pedder) — озеро в юго-западной части острова Тасмания (Австралия). Изначально на этом месте находилось озеро естественного происхождения с тем же названием — «старое» озеро Педдер. В 1972 году в результате установки трёх плотин была затоплена гораздо бо́льшая область, и озеро фактически превратилось в водохранилище (англ. impoundment) — «новое» озеро Педдер. Высота над уровнем моря — 308 м.
Максимальная глубина «нового» озера — 43 м, а его площадь — 239 квадратных километров. Тем самым, оно является вторым по площади водоёмом Тасмании, вслед за находящимся к северу от него водохранилищем Гордон (271 км²), и значительно опережает Грейт-Лейк (170 км²) — третье по площади озеро Тасмании.

## География
Озеро Педдер находится в юго-западной части острова Тасмания и входит в состав национального парка Саут-Уэст. До северной оконечности озера Педдер можно добраться по автодороге  Гордон-Ривер. Не доезжая озера, на юг отходит грунтовая дорога  Скотс-Пик-Дам, по которой можно проехать вдоль восточного берега озера до самой южной его части. Недалеко от юго-восточной оконечности озера находится гора Анн (1423 м) — самая высокая точка юго-западной части острова Тасмания.

## История
«Старое» озеро Педдер было названо в 1835 году в честь Джона Льюиса Педдера (John Lewes Pedder, 1784—1859) — первого главного судьи Земли Ван-Димена (ныне Тасмании).

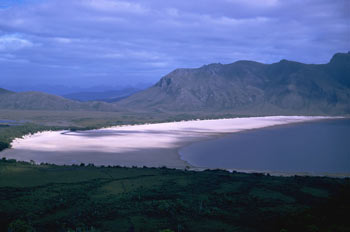
«Старое» озеро Педдер

В 1955 году озеро и прилегающая к нему территория вошли в состав нового национального парка Лейк-Педдер.
В 1967 году тогдашний премьер-министр Тасмании Эрик Рис (Eric Reece) объявил о том, что развитие гидроэлектрического проекта Тасмании на реке Гордон (Middle Gordon Power Scheme) требует модификации национального парка Лейк-Педдер. В результате в 1968 году парк Лейк-Педдер был включён в состав национального парка Саут-Уэст.
Несмотря на массовые протесты, в 1972 году большая область вокруг «старого» озера Педдер была затоплена, и образовалось «новое» озеро Педдер, которое иногда называют водохранилищем Хьюон-Серпентайн (англ. Huon-Serpentine impoundment), по имени двух рек.

## Плотины
Были построены три плотины — Серпентайн (англ. Serpentine Dam, высотой 38 м), Скотс-Пик (англ. Scotts Peak Dam, высотой 43 м — через неё вытекает река Хьюон) и Эдгар (англ. Edgar Dam, высотой 17 м). река Хьюон затем течёт в восточном направлении и принадлежит бассейну Тасманова моря, в то время как река Серпентайн является притоком реки Гордон, которая течёт на северо-запад и (через залив Маккуори) впадает в Индийский океан.
Кроме этого, «новое» озеро Педдер соединено каналом Мак-Партлан (англ. McPartlan Canal) с водохранилищем Гордон, так что часть воды озера Педдер используется для гидроэлектростанции плотины Гордон, через которую протекает река Гордон. Вода из озера Педдер составляет примерно 40 % потока через плотину Гордон.

Вид на «новое» озеро Педдер с горы Элиза (Mount Eliza)